# Sales de baño (droga)
Esta droga no debe confundirse con las Sales de baño.
Sales de baño (llamadas también sales de baño psicoactivas, SBPS, o monkey dust en el Reino Unido) es el término utilizado para describir a varias drogas sintéticas que frecuentemente contienen catinonas substitutas, con efectos similares a la anfetamina y la cocaína. Su nombre se deriva del hecho que las drogas son vendidas bajo el disfraz de sales de baño. Sus cristales blancos frecuentemente se parecen a productos de baño legales como las sales de Epsom, pero químicamente no tienen relación alguna con las sales de baño. El empaque de la droga lleva con frecuencia la indicación "no apto para consumo humano", en un intento por eludir la prohibición de narcóticos.

## Historia
Las catinonas sintéticas, tales como la mefedrona, son químicamente similares a la catinona que se encuentra naturalmente en la planta Catha edulis (khat), siendo sintetizadas por primera vez en la década de 1920. Se mantuvieron en el olvido hasta la primera década del siglo XXI, cuando fueron redescubiertas por químicos clandestinos y las empezaron a emplear en drogas sintéticas, ya que los compuestos eran legales en muchas jurisdicciones. En 2009 y 2010 hubo un aumento significativo en el abuso de catinonas sintéticas, inicialmente en el Reino Unido y Europa, así como en los Estados Unidos. Las drogas publicitadas como "sales de baño" llamaron la atención de las autoridades estadounidenses en 2010, luego que los centros toxicológicos recibieran reportes sobre estas. En Europa, las drogas eran principalmente adquridas a camellos o a través de páginas web, mientras que en los Estados Unidos eran principalmente vendidas en pequeñas tiendas independientes como gasolineras y head shops. Las "sales de baño" eran vendidas en paquetes de 50 mg a través de internet y tenían sus propias marcas. Algunas de las marcas ofertadas en internet eran "Purple Wave," "Zoom," y "Cloud Nine." Esto hizo que en los Estados Unidos fuesen más sencillas de obtener que los cigarrillos y las bebidas alcohólicas.
Se han reportado centenares de otras drogas sintéticas, o "subidones legales", incluso químicos artificiales como el cannabis sintético y sustancias semisintéticas como la metilhexanamina. Estas drogas son principalmente desarrolladas para evitar caer bajo la incidencia de las leyes antinarcóticos, siendo catalogadas como drogas sintéticas.
El número de llamadas telefónicas a los centros toxicológicos en relación con "sales de baño" aumentó de 304 en 2010 a 6.138 en 2011, según la Asociación Estadounidense de Centros Toxiciológicos. En 2012 se hicieron más de 1000 llamadas hacia el mes de junio.

## Farmacología
Farmacológicamente, las "sales de baño" usualmente contienen una catinona, por lo general MDPV, metilona o mefedrona; sin embargo, la composición química tiene una amplia variedad y los productos etiquetados con el mismo nombre también pueden contener derivados de pirovalerona o pipradrol. La principal catinona sintética en Europa es la mefedrona, mientras que en los Estados Unidos la MDPV es más común.
Se sabe muy poco sobre como las "sales de baño" interactúan con el cerebro y como son metabolizadas por el cuerpo. Los científicos se inclinan a creer que las "sales de baño" tienen un poderoso potencial adictivo y pueden aumentar la tolerancia de los usuarios. Son parecidas a las anfetaminas porque producen efectos estimulantes al aumentar la concentración de neurotransmisores monoamínicos como la dopamina, la serotonina y la norepinefrina en las sinapsis. Generalmente son menos capaces de cruzar la barrera hematoencefálica que las anfetaminas, debido a la presencia de un grupo beta-ceto que aumenta la polaridad del compuesto.

## Consumo
Las "sales de baño" pueden ingerirse, inhalarse, fumarse o inyectarse.

## Problemas de salud
Los consumidores de "sales de baño" han indicado experimentar síntomas como cefalea, incremento del ritmo cardíaco, náuseas y dedos fríos. También se reportaron alucinaciones, paranoia y ataques de pánico, mientras que los medios informativos han indicado asociaciones con comportamientos violentos, ataques cardíacos, insuficiencia renal, insuficiencia hepática, suicidio, una mayor tolerancia al dolor, deshidratación y rotura del tejido muscular esquelético.
Síntomas visibles similares a los de una sobredosis de estimulantes incluyen pupilas dilatadas, movimientos involuntarios, aumento del ritmo cardíaco y presión sanguínea alta. Muchos consumidores también tienen un historial de enfermedades mentales.
Al contrario de la creencia popular, lo investigadores no hallaron conexión con esta droga en el ataque caníbal de Miami.

## Interacción con el alcohol
Las "sales de baño" son muy frecuentemente consumidas con bebidas alcohólicas. Un estudio de 2015 investigó la interrelación entre mefedrona y alcohol, concentrándose en los efectos psicoestimulantes y recompensatorios. Mostró que el alcohol, en dosis bajas (no estimulantes), incrementa significativamnte los efectos psicoestimulantes de la mefedrona. Este efecto es mediado por un incremento en la dopamina sináptica, como el haloperidol, más no la ketanserina, era capaz de bloquear la potenciación por alcohol.

## Detección
La MDPV no puede ser olfateada por perros rastreadores y no puede hallarse en los habituales análisis de orina, aunque puede detectarse en los análisis de orina y pelo mediante Cromatografía de gases-espectrometría de masa. Los distribuidores pueden camuflar la droga como sustancias legales, como fertilizante, repelente de insectos o sales de baño.

## Prevalencia
Poco se sabe sobre la cantidad de consumidores de "sales de baño". En el Reino Unido, la mefedrona es la cuarta droga más consumida por los asistentes a discotecas después del cannabis, la MDMA y la cocaína. Según los reportes de la Asociación Estadounidense de Centros Toxicológicos, el consumo de "sales de baño" en los Estados Unidos parece haberse incrementado significativamente entre 2010 y 2011. Se cree que el incremento de su consumo es resultado de su amplia disponibilidad y los reportajes en medios de comunicación sensacionalistas.
La edad de los consumidores se sitúa entre los 15-55 años, siendo la edad promedio de 28 años.

## Situación legal
Para más información, véase Mefedrona, MDPV y Metilona.
El control de drogas en Canadá es tal que desde el otoño de 2012, la metilenodioxipirovalerona (MDPV) está categorizada como una sustancia Clase I según el Acta sobre Drogas y Sustancias Controladas, situándola en la misma categoría que la heroína y la cocaína. La mefedrona y la metilona ya son ilegales en Canadá.
En el Reino Unido, todos los substitutos de catinona pasaron a ser ilegales en abril de 2010, según el Acta sobre Mal Uso de Drogas de 1971, pero al poco tiempo aparecieron otras drogas sintéticas como la nafirona y algunos productos descritos como legales contenían compuestos ilegales. Para evitar caer bajo la incidencia del Acta sobre Medicinas de 1968, las drogas sintéticas como la mefedrona fueron descritas como "sales de baño" u otros nombres erróneos tales como "alimento para plantas", a pesar de que los compuestos nunca fueron utilizados para tales propósitos.
La política federal estadounidense sobre las drogas revela el hecho que las "sales de baño" son ilegales en unos 41 estados, mientras que aún se discute su legalidad en otros. Antes que los compuestos sean declarados ilegales, la mefedrona, la metilona y la MDPV fueron publicitadas como sales de baño. Combinadas con una etiqueta que indicaba "no apta para consumo humano", estas descripciones eran un intento por eludir el Acta Federal sobre Análogos, que prohíbe la venta para consumo humano de drogas que son muy similares a las ya clasificadas. En julio de 2012, el Presidente Barack Obama firmó una propuesta que enmendaba la política federal sobre drogas para prohibir las "sales de baño". El Estado de Nueva York prohibió la venta y distribución de la droga el 23 de mayo de 2011.